# フェンダー・ベースV
フェンダー・ベースV（Fender Bass V）はフェンダーが1965年から1970年にかけて製造したエレクトリックベース。

## 概要

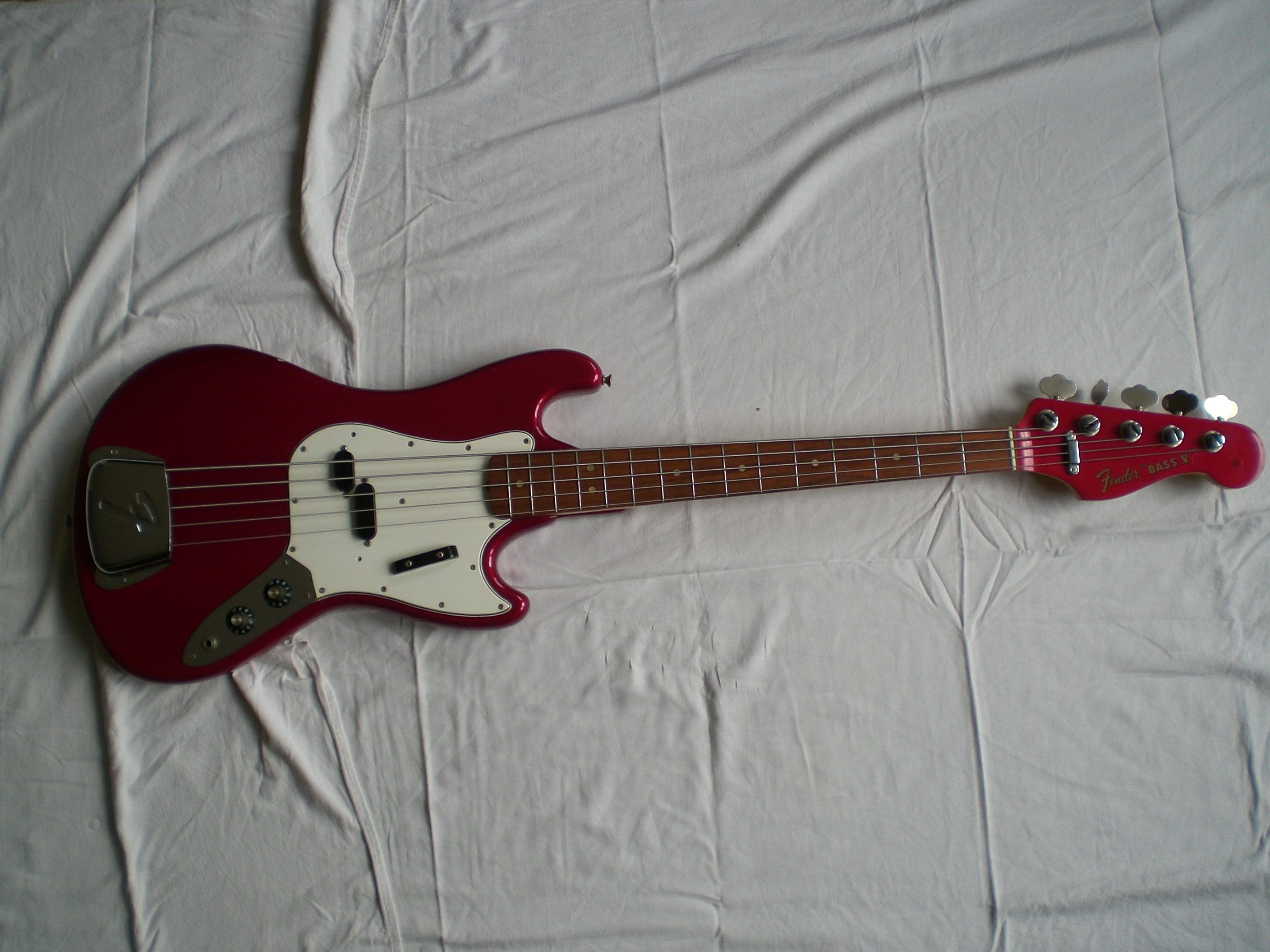
ベースV（1965年製）

世界初の5弦ベースであり、これは他のレオ・フェンダーのアイディアと同様、当時は先進的なものであった。ベースVの特徴として、プレシジョン・ベースより3インチ長いにもかかわらず15フレットまでしか無い。
フェンダーの伝統的ボディデザインで、高音側にC弦を追加している。当時はエレクトリックベース自体がまだ新しい楽器であり、伝統的手法は確立していなかった。ベースVのサイズや形状等が理由でミュージシャンには受け入れられなかった。また、弦間の狭さが問題となった。結局、1970年に製造終了となるまでに僅かに約1,000本しか製造されていない。
高音側にC弦を追加するというアイディアは、ベース奏者が高フレットを使うことなく高音を得ることを可能にするためのものである。ただし最高音はE♭で、これは4弦のジャズベースやプレシジョンベースと変わらない。
フェンダー社は後に、Low-B弦を追加した現在、主流となっている5弦ベースも発売している。

## 使用ミュージシャン
- ジェームス・ジェマーソン
- ジョン・ポール・ジョーンズ（レッド・ツェッペリン）